# Bishopsgate Tower
Bishopsgate Tower (også kendt som The Pinnacle) er en 63-etagers høj skyskraber i London's finansielle distrikt, City of London. Det er den højeste bygning i City of London.
51°30′52.2″N 0°4′58.44″V / 51.514500°N 0.0829000°V